# John Chew Thomas
John Chew Thomas (* 15. Oktober 1764 in Perryville, Cecil County, Province of Maryland; † 10. Mai 1836 bei Leiperville, Pennsylvania) war ein US-amerikanischer Politiker. Zwischen 1799 und 1801 vertrat er den Bundesstaat Maryland im US-Repräsentantenhaus.

## Werdegang
John Thomas besuchte private Schulen in seiner Heimat und studierte bis 1783 an der University of Pennsylvania in Philadelphia. Um das Jahr 1789 zog er auf das Anwesen Fairland im Anne Arundel County. Nach einem anschließenden Jurastudium wurde er 1787 als Rechtsanwalt zugelassen. Er hat aber nicht intensiv in diesem Beruf gearbeitet. Ende der 1790er Jahre schloss er sich der von Alexander Hamilton gegründeten Föderalistischen Partei an. Zwischen 1796 und 1797 saß er im Abgeordnetenhaus von Maryland.
Bei den Kongresswahlen des Jahres 1798 wurde Thomas im zweiten Wahlbezirk von Maryland in das damals noch in Philadelphia tagende US-Repräsentantenhaus gewählt, wo er am 4. März 1799 die Nachfolge von Richard Sprigg antrat. Da er im Jahr 1800 auf eine erneute Kandidatur verzichtete, konnte er bis zum 3. März 1801 nur eine Legislaturperiode im Kongress absolvieren. Während dieser Zeit wurde die neue Bundeshauptstadt Washington, D.C. bezogen. Nach dem Ende seiner Zeit im US-Repräsentantenhaus zog John Thomas nach Pennsylvania. Er starb am 10. Mai 1836 in Leiperville, ohne politisch noch einmal in Erscheinung getreten zu sein.